# تیپتان فورد (میزوری)
تیپتان فورد (به انگلیسی: Tipton Ford) یک منطقهٔ مسکونی در ایالات متحده آمریکا است که در شهرستان نیوتون، میزوری واقع شده‌است.